# Ana Luca
Ana Luca (n.  ?) a fost o actriță română de teatru, distinsă cu titlul de artist emerit. Fire modestă, însă oarecum fatalistă, actrița atribuie fatalității cariera sa.

## Distincții
- Ordinul Meritul Cultural, în gradul de Cavaler cl. II, pentru teatru (1 februarie 1943)[2]
- Ordinul Muncii clasa a III-a (3 martie 1955) „pentru merite deosebite în activitatea teatrală”[3]
- titlul de Artist emerit al Republicii Populare Romîne (7 iunie 1957) „cu prilejul aniversării a 140 de ani de la reprezentarea primului spectacol în limba romînă pe scena Teatrului Național „Vasile Alecsandri” din Iași, pentru merite deosebite în activitatea artistică”[4]